# Diocese de Ibiza
A Diocese de Ibiza (em latim: Dioecesis Ebusitanus) é uma diocese da Igreja Católica da Espanha, sediada na ilha de Ibiza, no arquipélago das Ilhas Baleares. Faz parte da Arquidiocese de Valência. Foi fundada em 450 como Diocese de Ibiza, sendo suspensa em 700. Sua ultima restauração foi em 1927, sendo promovida a diocese novamente somente em 1949. Em 2022 contava com uma população católica de 148 600 fiéis, sendo 86,1% da população total, e tinha 31 paróquias.

## História
Em 450 o Papa Leão I funda a Diocese de Ibiza na Espanha. Em 700 a diocese é suspensa pela 1º vez. Em 1782 o Papa Pio VI recria a Diocese de Ibiza. Em 1851 houve a união da Diocese de Ibiza com a Diocese de Mallorca formando a Diocese de Mallorca e Ibiza. Em 1927 a Diocese de Mallorca e Ibiza foi dissolvida, retornando a Diocese de Mallorca e a Administração Apostólica de Ibiza. Em 1949 a administração apostólica é promovida a Diocese de Ibiza.

## Lista de bispos
A seguir uma lista de bispos desde a restauração em 1782. Os bispos no período de 1851 a 1927 estão relacionadas a Diocese de Mallorca, período em que a diocese se chamava Mallorca e Ibiza. Não se tem registros dos bispos no período de 450 a 700.
|                                      | Nome                                | Período         | Notas                                    |
| Bispos de Ibiza                      | Bispos de Ibiza                     | Bispos de Ibiza | Bispos de Ibiza                          |
| ------------------------------------ | ----------------------------------- | --------------- | ---------------------------------------- |
| 8.º                                  | Vicente Ribas Prats                 | 2021 - atual    |                                          |
| 7.º                                  | Vicente Juan Segura                 | 2005 - 2020     | Nomeado bispo auxiliar de Valência       |
| 6.º                                  | Agustín Cortés Soriano              | 1998 - 2004     | Nomeado bispo de Sant Feliu de Llobregat |
| 5.º                                  | Javier Salinas Viñals               | 1992 - 1997     | Nomeado bispo de Tortosa                 |
| 4.º                                  | Manuel Ureña Pastor                 | 1988 - 1991     | Nomeado bispo de Alcalá de Henares       |
| 3.º                                  | José Gea Escolano                   | 1976 - 1987     | Nomeado bispo de Mondonhedo-Ferrol       |
| 2.º                                  | Francisco Planas Muntaner           | 1960 - 1976     | Renunciou                                |
| 1.º                                  | Antonio Cardona Riera               | 1950 - 1960     |                                          |
| Administradores apostólicos de Ibiza |                                     |                 |                                          |
| 3º                                   | Vicente Ribas Prats                 | 2020-2021       | Padre da mesma                           |
| 2.º                                  | Antonio Cardona Riera               | 1935 - 1950     | Nomeado bispo dessa diocese              |
| 1.º                                  | Salvio Huix Miralpéix, C.O.         | 1928 - 1935     | Nomeado bispo dessa diocese              |
| Bispos de Ibiza                      |                                     |                 |                                          |
| 6.º                                  | Basilio Antonio Carrasco y Hernando | 1831 - 1852     | Faleceu no cargo                         |
| 5.º                                  | Felipe González Abarca, O. de M.    | 1816 - 1829     | Nomeado bispo de Santander               |
| 4.º                                  | Blas Jacobo Beltrán                 | 1805 - 1815     | Nomeado bispo de Cória                   |
| 3.º                                  | Climent Llocer                      | 1795 - 1804     | Faleceu no cargo                         |
| 2.º                                  | Eustaquio Azara, O.S.B.             | 1788 - 1794     | Nomeado bispo de Barcelona               |
| 1.º                                  | Manuel Abad y Lasierra, O.S.B.      | 1783 - 1787     | Nomeado bispo de Astorga                 |
| Bispo auxiliar                       |                                     |                 |                                          |
|                                      | Teodoro Ubeda Gramage               | 1970-1973       | Nomeado bispo de Mallorca                |